# Vista Hermosa, Tamaulipas
Vista Hermosa är en ort i Mexiko.   Den ligger i kommunen Matamoros och delstaten Tamaulipas, i den östra delen av landet, 700 km norr om huvudstaden Mexico City. Vista Hermosa ligger 23 meter över havet och antalet invånare är 354.
Terrängen runt Vista Hermosa är mycket platt. Runt Vista Hermosa är det ganska tätbefolkat, med 134 invånare per kvadratkilometer. Närmaste större samhälle är El Control, 7,1 km norr om Vista Hermosa. Trakten runt Vista Hermosa består till största delen av jordbruksmark.